# Landkreis Frankfurt (Oder)
Der Landkreis Frankfurt (Oder) war ein Landkreis des Landes Brandenburg in der DDR und existierte von 1950 bis 1952.

## Entstehung
Der Kreis entstand durch Neubildung in der ersten DDR-Kreisreform zum 1. Juli 1950 aus Teilen der westlich der Oder-Neiße-Linie gelegenen Anteile der vormals preußischen Landkreise:
- Landkreis Beeskow-Storkow (gleichzeitig umbenannt in Landkreis Fürstenwalde)
  - zwei Gemeinden,
- Landkreis Guben (aufgeteilt zwischen Landkreis Cottbus und Landkreis Frankfurt)
  - nördliches Kreisgebiet (33 Gemeinden),
- Landkreis Lebus (umbenannt in Landkreis Seelow)
  - 14 Gemeinden,
- Landkreis Lübben (Spreewald)
  - 22 Gemeinden (darunter die Stadt Friedland (Niederlausitz)) und
- Stadtkreis Frankfurt (Oder).

Zeitgleich mit der Kreisbildung wurden die Gemeinde Schönfließ in die Stadt Fürstenberg a./Oder eingegliedert sowie die Gemeinden Oberlindow und Unterlindow zur neuen Gemeinde Groß Lindow zusammengeschlossen.

## Gemeinden
| - Bahro - Biegen - Biegenbrück - Bomsdorf - Booßen - Bremsdorf - Bresinchen - Breslack - Brieskow-Finkenheerd - Chossewitz - Coschen - Dammendorf - Diehlo - Dubrow - Frankfurt (Oder), Stadt - Friedland (Nd. Lausitz), Stadt - Fünfeichen - Fürstenberg a./Oder, Stadt | - Göhlen - Groß Briesen - Groß Drewitz - Groß Lindow - Groß Muckrow - Grunow - Günthersdorf - Henzendorf - Hohenwalde - Jacobsdorf - Kaisermühl - Karras - Kieselwitz - Klein Briesen - Klein Muckrow - Kobbeln - Krügersdorf - Lauschütz | - Lawitz - Leeskow - Leißnitz - Lindow - Lossow - Merz - Mixdorf - Möbiskruge - Müllrose, Stadt - Neuzelle - Niewisch - Oelsen - Ossendorf - Pillgram - Pohlitz - Ratzdorf - Reicherskreuz - Reudnitz | - Rießen - Schernsdorf - Schneeberg - Schwerzko - Sembten - Steinsdorf - Streichwitz - Trebitz - Treppeln - Ullersdorf - Vogelsang - Weichensdorf - Weißenspring-Schlaubehammer - Wellmitz - Wiesenau - Zeust - Ziltendorf |

## Auflösung
Bei der Zweiten Verwaltungsreform vom 25. Juli 1952 (Kreisreform und Bildung von Bezirken) wurde der Landkreis Frankfurt (Oder) wieder aufgelöst:
- Die Stadt Frankfurt (Oder) bildete wieder einen eigenen Stadtkreis.
- Biegen, Booßen, Jacobsdorf und Pillgram kamen zum Kreis Fürstenwalde im Bezirk Frankfurt.
- Bresinchen, Groß Drewitz, Lauschütz, Reicherskreuz und Sembten kamen zum Kreis Guben im Bezirk Cottbus.
- Chossewitz, Friedland (Nd. Lausitz), Groß Briesen, Groß Muckrow, Günthersdorf, Karras, Klein Briesen, Klein Muckrow, Krügersdorf, Leeskow, Leißnitz, Lindow, Merz, Niewisch, Oelsen, Reudnitz, Schneeberg, Trebitz, Ullersdorf, Weichensdorf und Zeust kamen zum Kreis Beeskow im Bezirk Frankfurt.
- Alle übrigen Gemeinden kamen zum Kreis Fürstenberg (ab 1961: Kreis Eisenhüttenstadt-Land) im Bezirk Frankfurt.